# بيت قناف (الرضمة)

تعديل مصدري - تعديل

بيت قناف محلة تابعة لقرية همدان، التابعة لعزلة كحلان بمديرية الرضمة إحدى مديريات محافظة إب في الجمهورية اليمنية.، بلغ تعداد سكانها 37 حسب تعداد اليمن لعام 2004.